# Підвигорлатські пагорби
Підвигорлатські пагорби (Podvihorlatská pahorkatina) — гірський масив в Словаччині; геоморфологічна підодиниця масиву Східнословацькі пагорби. Середні висоти — 110 метрів. Місце розташування — Кошицький край.